# Florian Noack

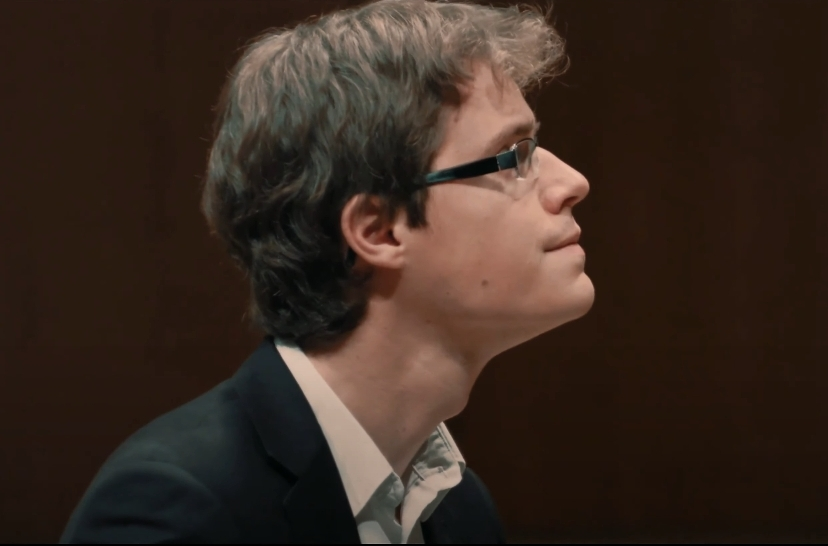
Florian Noack

Florian Noack (* 15. Januar 1990 in Auderghem) ist ein belgischer klassischer Pianist.

## Leben und Werk
Florian Noack wurde in ein musikalisches Elternhaus hineingeboren. Sein Vater ist beruflich Flötist. Seine Mutter spielt dasselbe Instrument in ihrer Freizeit. Bereits mit vier Jahren begann Noack, zunächst bei Yuka Izutsu und später bei Michel Wiggers – beide Professoren für Klavier am Konservatorium von Mons – Klavier zu lernen. Im Alter von 11 Jahren (2001) wurde er an der Chapelle musicale Reine Élisabeth in Brüssel aufgenommen und verbesserte dort in Kursen bei Abdel Rahman El Bacha, Brigitte Engerer, Dmitri Baschkirow und Vitaly Margulis seine pianistischen Fähigkeiten. Mit 16 Jahren ging Noack zu Vassily Lobanov an die Musikhochschule Köln und später zu Claudio Martínez Mehner an die Musikhochschule in Basel. Er gewann Preise in Musikwettbewerben unter anderem 2011 beim Internationalen Rachmaninow-Klavierwettbewerb für junge Pianisten in Frankfurt, 2012 beim Internationalen Robert Schumann-Wettbewerb für Klavier und Gesang in Zwickau. 2015 erhielt er als Junger Künstler des Jahres den Echo Klassik.
In der Tradition von großen Pianisten der Spätromantik transkribiert Florian Noack Orchesterwerke für sein Instrument und bringt sie zur Aufführung. Er bringt auch selten gehörte Werke der romantischen und post-romantischen Klavierliteratur zur Aufführung. Innerhalb dieses Projektes spielt er beispielsweise das gesamte Klavierwerk des russischen Komponisten Sergej Ljapunow auf Tonträger ein.
Die Musikkritik hebt besonders „seine Fähigkeit zur subtilen plastischen Schattierung einerseits, aber auch zu orchestral anmutender Klangmacht andererseits“ hervor.